# Алвес, Фредерик
Фредерик Алвес Ибсен (дат. Frederik Alves Ibsen; род. 8 ноября 1999, Видовре, Копенгаген) — датский футболист бразильского происхождения, защитник клуба «Брондбю».
Мать Фредерика - бразильянка, а отец датчанин.

## Клубная карьера
Алвес — воспитанник клубов «Херфёльге», «Видовре», бразильской «Коритиба» и «Силькеборг». 11 ноября 2018 года в матче против «Нюкёбинга» он дебютировал в Первой лиге Дании в составе последнего. По итогам сезона Фредерик помог клубу выйти в элиту. 14 июля 2019 года в матче против «Брондбю» он дебютировал в датской Суперлиге. В начале 2012 года Алвес перешёл в английский «Вест Хэм Юнайтед», подписав контракт на 3,5 года. 13 августа 2021 года на сезон был отдан в аренду в «Сандерленд». 18 сентября в матче против «Флитвуд Таун» он дебютировал в Первой лиге Англии. 

## Международная карьера
В 2021 году Юлманн в составе молодёжной сборной Дании принял участие в молодёжном чемпионате Европы в Венгрии и Словении. На турнире он сыграл в матчах против Германии и России.